# Мохамед Алі Бен Салем
Мохамед Алі Бен Салем (араб. محمد علي بن سالم; нар. 6 січня 1996) — туніський футболіст, захисник «Інгульця».

## Клубна кар'єра
Виступав за команду «Клуб Африкен U-23», за першу команду клубу дебютував 19 вересня 2015 року в програному (0:2) виїзному поєдинку 2-го туру Ліги 1 проти «Сіді Бузід». Мохамед вийшов на поле на 90-й хвилині, замінивши Сулеймане Кулібалі. У другій половині вересня 2015 року зіграв 2 матчі в Лізі 1 (в обох випадках виходив на поле з лави запасних наприкінці матчу), після чого знову грав за команду U-23.
Напередодні старту сезону 2016/17 років перебрався в «Олімпік». У футболці клубу з Беджі дебютував 9 вересня 2016 року в програному (0:2) виїзному поєдинку 1-го туру Ліги 1 проти «Габеша». Бен Салем вийшов на поле в стартовому складі та відіграв увесь матч. Дебютним голом у дорослому футболці клубу відзначився 16 жовтня 2016 року на 3-й хвилині переможного (2:1) домашнього поєдинку 4-го туру Ліги 1 проти «Ла-Марси». Мохамед вийшов на поле в стартовому складі та відіграв увесь матч. В «Олімпіку» відіграв один сезон, за цей час у Лізі 1 зіграв 14 матчів, в яких відзначився 2-ма голами.
Сезон 2017/18 років розпочав у «Мітлаві». У футболці нового клубу відзначився 15 серпня 2017 року в переможному (2:0) домашньому поєдинку 1-го туру Ліги 1 проти «Стад Тунізьєна». Бен Салем вийшов на поле на 51-й хвилині, замінивши Феуда Тімумі. За три з половиною сезони, проведені в «Мітлаві», зіграв 73 матчі в Лізі 1.
У лютому 2021 року підписав контракт з «Інгульцем».

## Кар'єра в збірній
Викликався до складу юнацької збірної Тунісу (U-17), у футболці якої дебютував 18 жовтня 2013 року в переможному (2:1) поєдинку юнацького чемпіонату світу проти однолітків з Венесуели. Бен Салем вийшов на поле на 90+1-й хвилині, замінивши Нідала Бен Салема. У складі юнацької збірної Тунісу зіграв 3 матчі.